# Un toque mágico
Un toque mágico es un disco de Tex Tex, lanzado en 1989.

## Antecedentes
Tex Tex inició sus presentaciones a finales de 1985, grabando su primer demo "El toque mágico" en La Cocina Estudio con Marc Rodamilans, (E-Logic en ese tiempo), y lo ofrecieron a todas las disqueras habidas en ese entonces, el cual les fue negado para grabación. La pequeña disquera Discos GAS les dio su primera oportunidad y editaron el álbum, que les dio éxito y fama en la escena del rock de México de la capital. De esta producción se desprende su canción "La calle dieciséis" y la que le da el título al disco.

## Producción
El disco fue producido por Francisco Barrios "El Mastuerzo", y contó con la participación principal de Everardo Mujica Lalo Tex en la guitarra y la voz, Jesus Mujica Chucho Tex en el bajo y coros, y Francisco Mujica Paco Tex en la batería. También grabaron en el disco Rafael González "Señor González", Arturo Labastida "El Papayo", Alejandro Giacoman del grupo Bon y Los Enemigos del Silencio y Javier de la Cueva.
Fue editado en disco de vinilo en 1989 y poco después en casete.

## Lista de canciones
| Lista de canciones |                         |          |  |
| N.º                | Título                  | Duración |  |
| 1.                 | «Un Toque Mágico»       | 4:14     |  |
| 2.                 | «Dinero Y Amor»         | 3:04     |  |
| 3.                 | «San Francisco»         | 1:44     |  |
| 4.                 | «Déjame»                | 5:40     |  |
| 5.                 | «La Calle Dieciséis»    | 5:19     |  |
| 6.                 | «Devuélvelo»            | 2:33     |  |
| 7.                 | «Ahora ya no te quiero» | 2:50     |  |
| 8.                 | «Regresa»               | 2:56     |  |
| 9.                 | «Cantinero»             | 4:02     |  |